# Arrondissement di Dinant
L'arrondissement di Dinant (in francese Arrondissement de Dinant, in olandese Arrondissement Dinant) è una suddivisione amministrativa belga, situata nella provincia di Namur e nella regione della Vallonia.

## Composizione
L'arrondissement di Dinant raggruppa 15 comuni:
- Anhée
- Beauraing
- Bièvre
- Ciney
- Dinant
- Gedinne
- Hamois
- Hastière
- Havelange
- Houyet
- Onhaye
- Rochefort
- Somme-Leuze
- Vresse-sur-Semois
- Yvoir

## Società

### Evoluzione demografica
Abitanti censiti
- Fonte dati INS - fino al 1970: 31 dicembre; dal 1980: 1º gennaio